# St. Walburga (Bachenau)

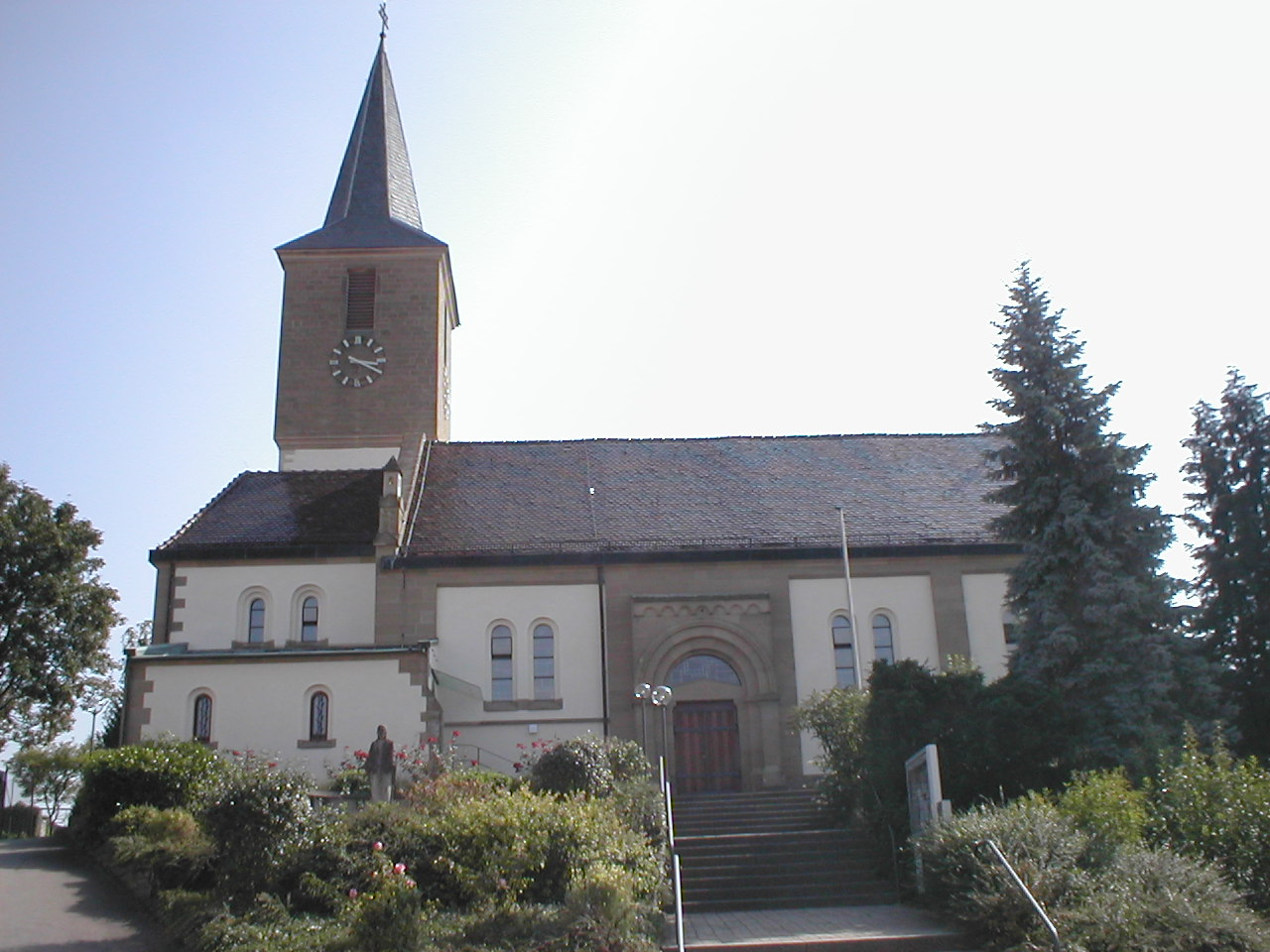
Walburga-Kirche in Bachenau

Die St.-Walburga-Kirche in Bachenau, einem Stadtteil von Gundelsheim im Landkreis Heilbronn im nördlichen Baden-Württemberg, ist eine katholische Kirche, die 1901/02 unter Einbeziehung eines älteren Kirchturms errichtet wurde.
Die St.-Walburga-Kirche wurde nach Plänen von Ulrich Pohlhammer im neoromanischen Stil auf dem nördlich oberhalb des Friedhofs gelegenen Platz eines kleineren Vorgängerbauwerks errichtet. Die Weihe der Kirche vollzog Bischof Paul Wilhelm von Keppler. Der Turm stammt noch vom Vorgängerbau aus dem Jahr 1593. An der Südwand ist der Wappenstein des Hans Adam von Freiberg eingelassen, der 1593 Komtur des Deutschen Ordens auf Schloss Horneck war. Die Kirche hat ein vierjochiges Langhaus mit eingezogenem Chor. Die Glasfenster gestaltete Adolf Valentin Saile aus Stuttgart.